# Pollutri
Pollutri – miejscowość i gmina we Włoszech, w regionie Abruzja, w prowincji Chieti.
Według danych na rok 2004 gminę zamieszkiwało 2345 osób, 90,2 os./km².